# گورنگه گربیتسه
گورنگه گربیتسه (به صربی: Gornje Grbice) یک منطقهٔ مسکونی در صربستان است که در Aerodrom واقع شده‌است. گورنگه گربیتسه ۲۷۳ نفر جمعیت دارد.